# Jinzhou

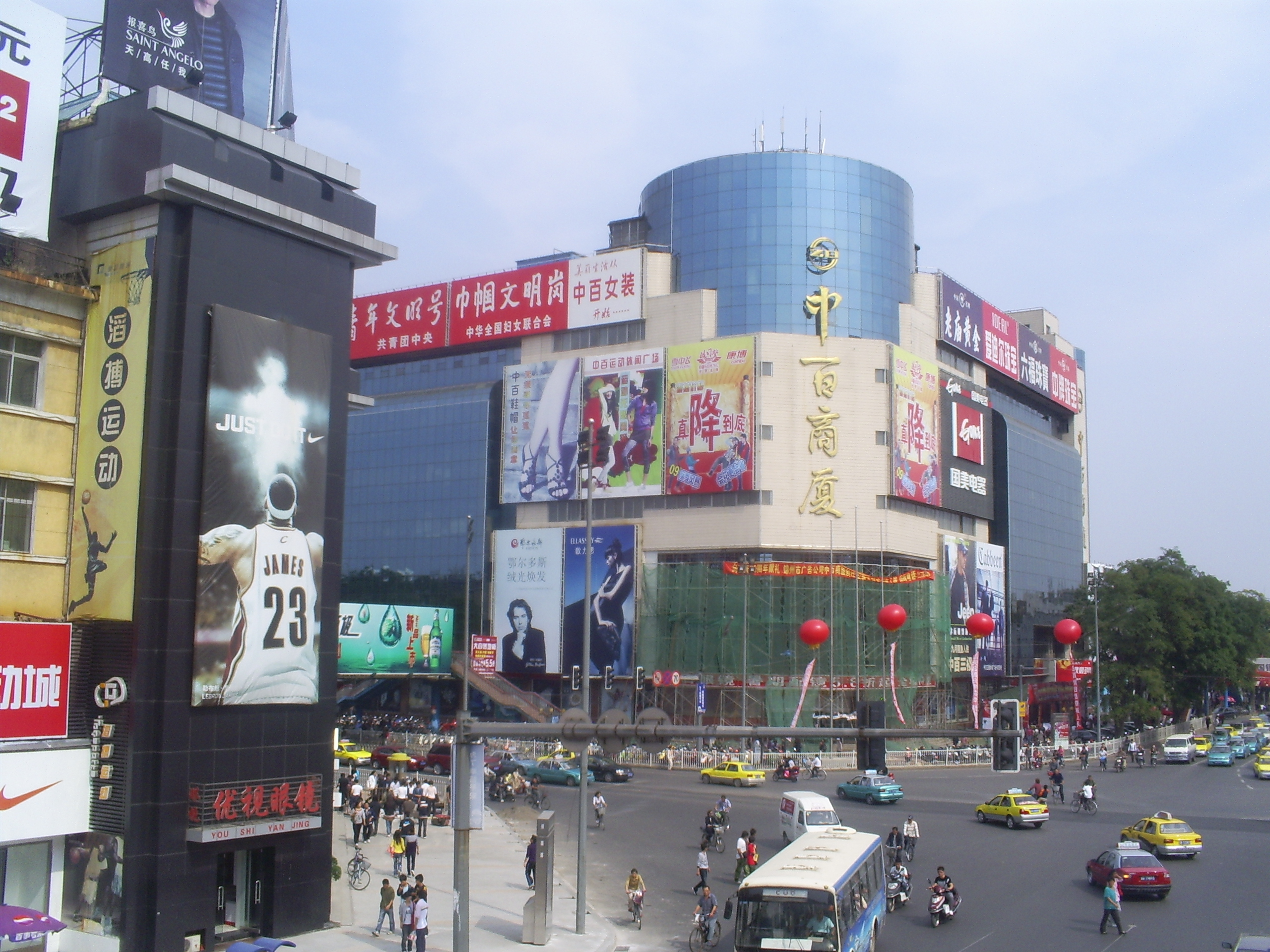
Centre comercial de Jinzhou.

Jinzhou (en xinès tradicional: 錦州, xinès simplificat: 锦州, pinyin: Jǐnzhōuen, transcripció antiga: Chinchow o Kinchow) és una ciutat amb rang de prefectura a la província de Liaoning, a la Xina. És una ciutat d'importància estratègica des del punt de vista geogràfic per la seva situació en l'anomenat "corredor de Liaoxi" (辽西走廊), que connecta el transport terrestre entre el nord i el nord-oest del país. Jinzhou és el port marítim més septentrional de la Xina, i important centre econòmic costaner del Liaoning occidental, a la costa nord-occidental del mar de Bohai. La superfície total sota jurisdicció de Jinzhou és de 10.301 km², i compta amb una línia costanera de 97,7 km. És una de les ciutats més grans de Liaoning, amb una població urbana de 770.000 habitants i més de tres milions en la seva àrea metropolitana.

## Història
Jinzhou és una ciutat antiga a la qual se li suposen milers d'anys d'història des de la seva fundació amb el nom de Tuhe (徒 河). Durant el període dels Regnes Combatents (segle v aC-221 aC) (战国 时代), va passar a formar part de l'Estat de Yan (燕). Més tard l'estat de Qin (秦) va unificar sis estats diversos, i la major part del que avui és Jinzhou va esdevenir part del districte de Liaodong.
Sota la Dinastia Han (202 aC-220 dC) (汉) i durant el període dels Tres Regnes (220-280) (三国) va estar inclòs en el districte Changli de Youzhou, però va caure sota jurisdicció de Yingzhou en els períodes Beiwei, Dongwei i Beiqi, abans d'esdevenir part del districte de Liucheng i després de l'Estat de Yan durant les dinasties Sui (581-618) i Tang (618-907), quan va ser seu del govern municipal d'Andong.
El nom 'Jinzhou' va començar a utilitzar-se durant la Dinastia Liao (907-1127) (辽), quan pertanyia a la prefectura de Zhongjing. Més tard, durant la Dinastia Jin (1115-1234) (金), va ser part dels districtes de Donjing i Pequín. Va pertànyer al ministeri de Liaoyang Xingzhongshu durant la Dinastia Yuan (1279-1368) (元), i al districte de Liaodong durant la Dinastia Ming (1368-1644).
Ja en període republicà Jinzhou va ser inclosa a la província de Liaoning, i durant un temps va ser capital de la província de Liaoxi, que es va fusionar amb Liaoning el 1954.

## Economia
Jinzhou compta amb una àmplia varietat d'indústries. Les més importants són les petroquímiques, metal·lúrgiques, tèxtils, farmacèutiques i de materials de construcció.
El 1992 es va establir la Zona de Desenvolupament Econòmic i Tècnic de Jinzhou, que es compta entre les primeres zones de desenvolupament aprovades a la província de Liaoning. Aquesta zona té bones infraestructures de transport que connecten el port marítim amb l'aeroport i diverses autopistes estatals.

## Llocs turístics
El Memorial de la Campanya de Liaoshen (辽 沉 战役 纪念馆) és un museu que alberga més de 16.000 peces de l'equipament militar utilitzat durant aquesta campanya de la Guerra civil xinesa: rifles, metralletes, morters, canons i tancs. També compta amb milers de fotografies i documents. L'element més famós del museu és una sala panoràmica on es reprodueix íntegra la batalla de Jinzhou en una pantalla circular giratòria.
- La Muntanya Yiwulu (医巫闾山) és una de les tres muntanyes sagrades de la Xina nord-oriental.
- La Muntanya bijia (笔架山) és una peculiar illa del mar de Bohai. Durant la major part del dia, només es pot accedir a la muntanya per vaixell, però amb la marea baixa és possible arribar per terra.
- La pagoda Guangji (广济寺 塔), un bell exemple de l'estil de la Dinastia Liao amb tretze nivells en forma octogonal.